# Física estoica

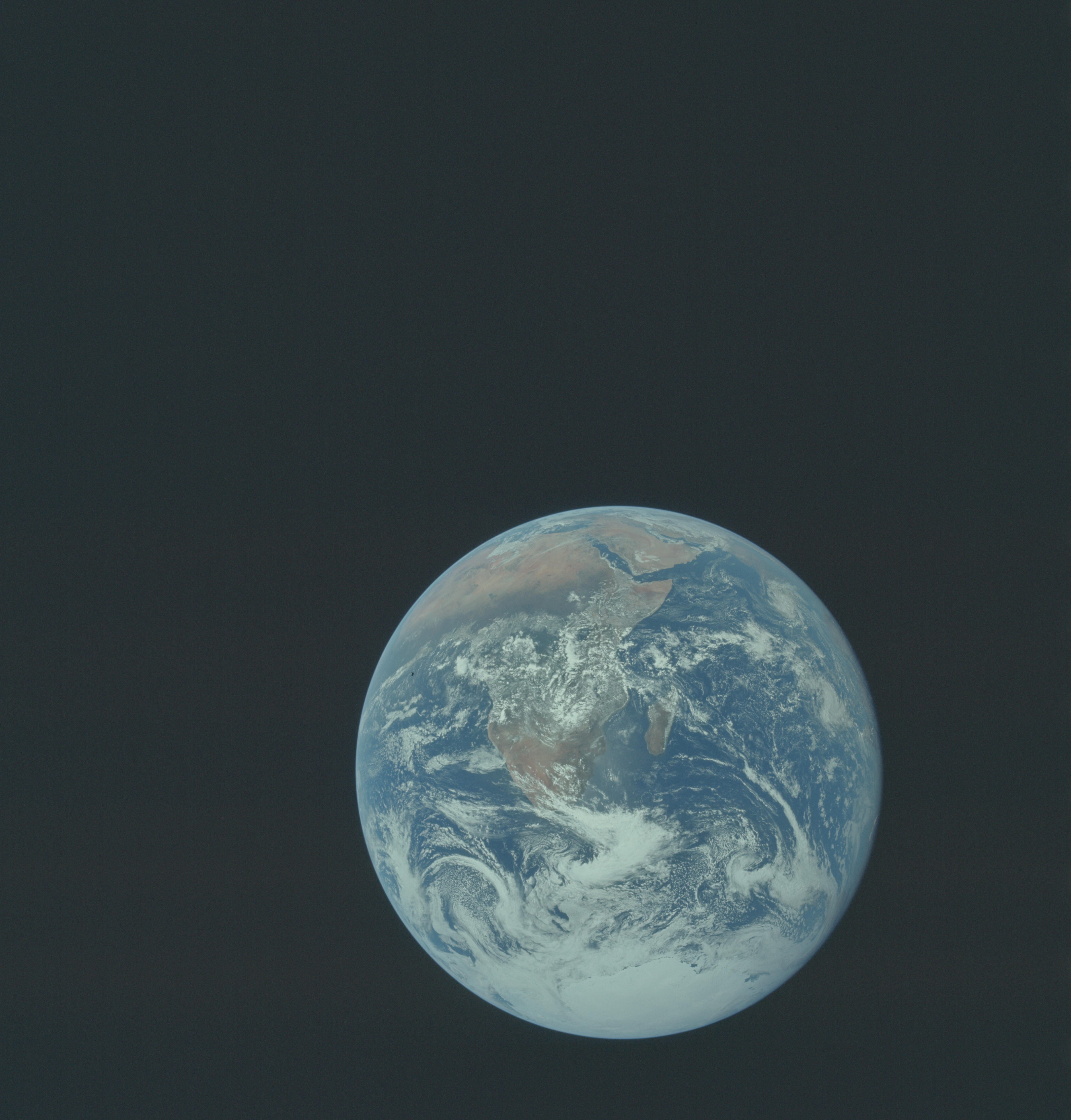
En la física estoica, la Tierra y el universo son parte de un todo único.

La física estoica se refiere a la filosofía natural de los filósofos estoicos de la antigua Grecia y Roma que utilizaron para explicar los fenómenos naturales que operan en el universo. Para los estoicos, el cosmos es un solo dios panteísta, un ser es racional y creativo, y que es la base de todo lo que existe. El mundo es uno, y debe surgir de un principio. Nada incorpóreo existe.
La naturaleza del mundo es un cambio incesante, impulsado por la parte activa o la razón (logos) de Dios que impregna todas las cosas. La sustancia activa del mundo se caracteriza como un aliento, o  pneuma, que proporciona forma y movimiento a la materia, y es el origen de los elementos, la vida y la racionalidad humana.
Desde su física, los estoicos explicaron el desarrollo y, en última instancia, la destrucción del cosmos en un ciclo sin fin (palingenesis). El cosmos procede de un estado original en sumo calor y, en el enfriamiento y la separación que ocurre, aparecen todas las cosas que son solo diferentes encarnaciones y etapas en el cambio del ser primitivo. Sin embargo, con el tiempo, el mundo se reabsorberá en la sustancia primaria, que se consumirá en una conflagración general (ekpyrôsis), a partir de la cual comienza un nuevo ciclo.
Dado que el mundo opera a través de la razón, los estoicos son deterministas. Pero los estoicos adoptaron un punto de vista de compatibilismo que permitió a los humanos libertad y responsabilidad dentro de la red causal del destino. Los humanos son parte del "logos" que impregna el cosmos. El alma humana es una unidad física de razón y mente. El bien para un ser humano es, por tanto, ser plenamente racional, comportarse como lo hace la Naturaleza en el orden natural.

## Principios centrales
Al perseguir su física, los estoicos querían crear una imagen del mundo que fuera completamente coherente. La física estoica se puede describir en términos de (a) monismo, (b) materialismo y (c) dinamismo.

### Monismo
El estoicismo era una filosofía del panteísmo. El cosmos es activo, vivificante, racional y creativo. Es una sola unidad cohesiva, una entidad autosuficiente que contiene dentro de sí todo lo que necesita, y todas las partes dependen del intercambio mutuo entre sí. Las diferentes partes de esta estructura unificada pueden interactuar y tener afinidad entre sí ("simpatía"). Los estoicos explicaron todo, desde los eventos naturales hasta la conducta humana, como manifestaciones de una razón omnipresente (logos). Así identificaron el universo con Dios, y la diversidad del mundo se explica a través de las transformaciones y productos de Dios como principio racional del cosmos.

### Materialismo
Los filósofos desde la época de Platón habían preguntado si las cualidades abstractas del alma, como justicia y sabiduría, tienen una existencia independiente. Platón en su diálogo  Sofista (245e-249d) había argumentado que dado que cualidades como la virtud y el vicio no pueden ser 'tocadas', deben ser algo muy diferente de los cuerpos ordinarios. La respuesta de los estoicos a este dilema fue afirmar que todo, incluida la sabiduría, la justicia, etc., son cuerpos. Platón había definido el ser como "aquello que tiene el poder de actuar o sobre el que se actúa," y para los estoicos esto significaba que toda acción procede del contacto corporal; toda forma de causalidad se reduce a la causa eficiente, que implica la comunicación del movimiento de un cuerpo a otro. Solo el cuerpo existe. Los estoicos sí reconocieron la presencia de cosas incorpóreas como el vacío, el lugar y el tiempo, pero, aunque reales, no podían existir y se decía que "subsistían". El estoicismo era, por tanto, plenamente materialista; las respuestas a la metafísica deben buscarse en la física; particularmente el problema de las causas de las cosas para las cuales se habían propuesto como soluciones la "teoría de las formas" de Platón y la "forma sustancial de Aristóteles".

### Dinamismo
Un rasgo dualista del sistema estoico son los dos principios, el "activo" y el "pasivo": todo lo que existe es capaz de actuar y ser actuado sobre él. En sus primeros escritos, los estoicos caracterizaron el principio racional como un fuego creativo, pero los relatos posteriores enfatizan la idea de la respiración, o " pneuma", como sustancia activa. Así, el cosmos está lleno de un "pneuma" omnipresente que permite la cohesión de la materia y permite el contacto entre todas las partes del cosmos. El "pneuma" coexiste en todas partes con la materia, la invade y la permea y, junto con ella, ocupa y llena el espacio.
Los epicúreos habían colocado la forma y el movimiento de la materia en los movimientos fortuitos de los átomos primitivos del atomismo. En el sistema estoico, la sustancia material tiene una estructura continua, unida por tensión (tonos) como el atributo esencial del cuerpo. Esta tensión es una propiedad del "pneuma", y los cuerpos físicos se mantienen unidos por el "pneuma", que se encuentra en un estado continuo de movimiento. Las diversas corrientes "pneuma" que se combinan dan a los objetos sus propiedades físicas estables ("hexis"). Una cosa ya no es, como sostenía Platón, caliente o dura o brillante participando en calor abstracto o dureza o brillo, sino conteniendo dentro de su propia sustancia el material de estas corrientes "pneuma" en varios grados de tensión.
En cuanto a la relación entre los principios activo y pasivo, no había una diferencia clara. Aunque los estoicos hablaban de lo activo y lo pasivo como dos tipos separados de cuerpo, es probable que los vieran simplemente como dos aspectos del cosmos material único. Pneuma, desde esta perspectiva, no es una sustancia especial entremezclada con materia pasiva, sino que se podría decir que el mundo material tiene cualidades neumáticas. La diversidad del mundo se explica a través de las transformaciones y productos de este principio eterno.

## Universo

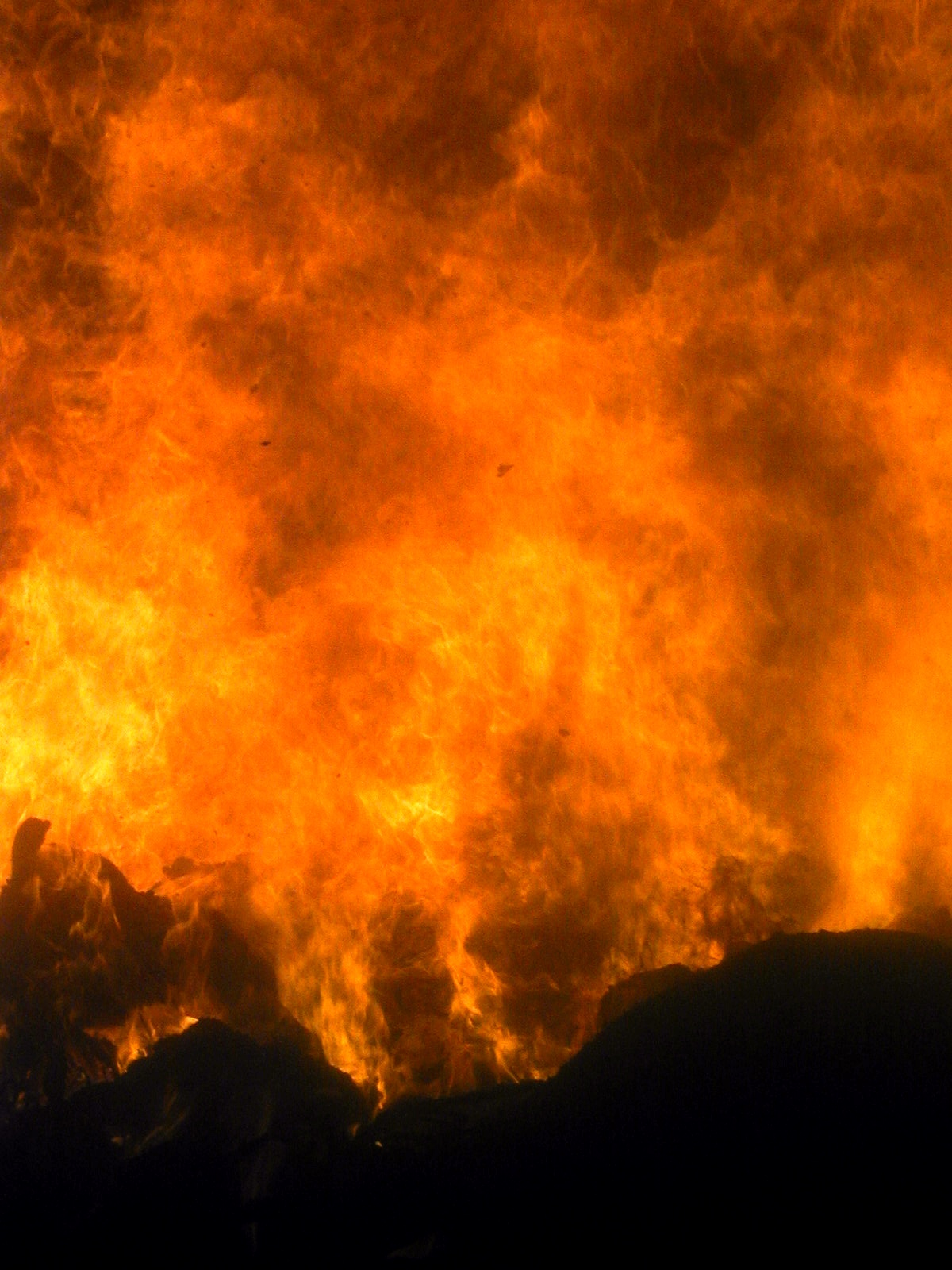
En la física estoica, el universo comienza y termina en un fuego artesanal divino.

Como Aristóteles, los estoicos concibieron el cosmos como finito con la Tierra en el centro y la luna, el sol, los planetas y las estrellas fijas que lo rodean. De manera similar, rechazaron la posibilidad de cualquier vacío dentro del cosmos, ya que eso destruiría la coherencia del universo y la simpatía de sus partes. Sin embargo, a diferencia de Aristóteles, los estoicos vieron el cosmos como una isla incrustada en un vacío infinito. El cosmos tiene su propia "hexis" que lo mantiene unido y lo protege y el vacío circundante no puede afectarlo. Sin embargo, el cosmos puede variar en volumen, lo que le permite expandirse y contraerse en volumen a través de sus ciclos.

### Formación
El  pneuma de los estoicos es la sustancia primitiva que existía antes del cosmos. Es la presuposición eterna de cosas particulares; la totalidad de toda la existencia; de él procede toda la naturaleza, que finalmente es consumida por ella. Es la fuerza creadora (Dios) la que desarrolla y da forma al orden universal ("cosmos"). Dios es todo lo que existe.
En el estado original, el "pneuma-Dios" y el cosmos son absolutamente idénticos; pero incluso entonces actúa la tensión, el atributo esencial de la materia. En el "pneuma" primitivo reside el calor y la tensión máximos, dentro de los cuales hay una presión, una tendencia expansiva y dispersiva. El movimiento hacia atrás y hacia adelante una vez configurado enfría la masa brillante de vapor ardiente y debilita la tensión. Así sigue la primera diferenciación de la sustancia primitiva: la separación de la fuerza de la materia, la emanación del mundo de Dios. El "Logos seminal" que, en virtud de su tensión, dormía en "pneuma", prosigue ahora su tarea creadora. El ciclo de sus transformaciones y sucesivas condensaciones constituye la vida del cosmos. El cosmos y todas sus partes son sólo diferentes encarnaciones y etapas en el cambio del ser primitivo que Heráclito había llamado "un progreso hacia arriba y hacia abajo".
De él se separa el elemental fuego, el fuego que conocemos, que quema y destruye; y esto se condensa en aire; un paso más en el camino descendente produce agua y tierra a partir de la solidificación del aire. En cada etapa se afloja el grado de tensión y el elemento resultante se acerca cada vez más a la materia "inerte". Pero, así como un elemento no se transforma completamente en otro (por ejemplo, solo una parte del aire se transmuta en agua o tierra), el pneuma en sí mismo no se transforma completamente en los elementos. A partir de los elementos, la única sustancia se transforma en la multitud de cosas individuales en el cosmos ordenado, que en sí mismo es un ser vivo o ser, y el "pneuma" que lo impregna y condiciona la vida y el crecimiento en todas partes, es su alma.

### Finalización y renacimiento
El proceso de diferenciación no es eterno; continúa sólo hasta el momento de la restauración de todas las cosas. Porque el cosmos, a su vez, se descompondrá y la tensión que se ha relajado se volverá a tensar. Las cosas se convertirán gradualmente en elementos, y los elementos en la sustancia primaria, para ser consumidos en una conflagración general (ekpyrôsis) cuando una vez más el mundo será absorbido por Dios. Este ekpyrôsis no es tanto un evento catastrófico, sino más bien el período del ciclo cósmico en el que la preponderancia del elemento ardiente vuelve a alcanzar su máximo. Toda la materia se consume volviéndose completamente ardiente y totalmente parecida a un alma. Dios, en este punto, puede considerarse completamente existente en sí mismo.
En el orden debido comienza un nuevo ciclo del cosmos (palingenesis), reproduciendo el mundo anterior, y así sucesivamente. Por lo tanto, los mismos eventos se repiten sin cesar. Dado que el cosmos siempre se desarrolla de acuerdo con la mejor "razón" posible, es probable que cualquier mundo sucesivo sea idéntico al anterior. Así, de la misma manera que el cosmos ocupa un espacio finito en un vacío infinito, así puede entenderse que ocupa un período finito en un lapso infinito de tiempo.

## Dios

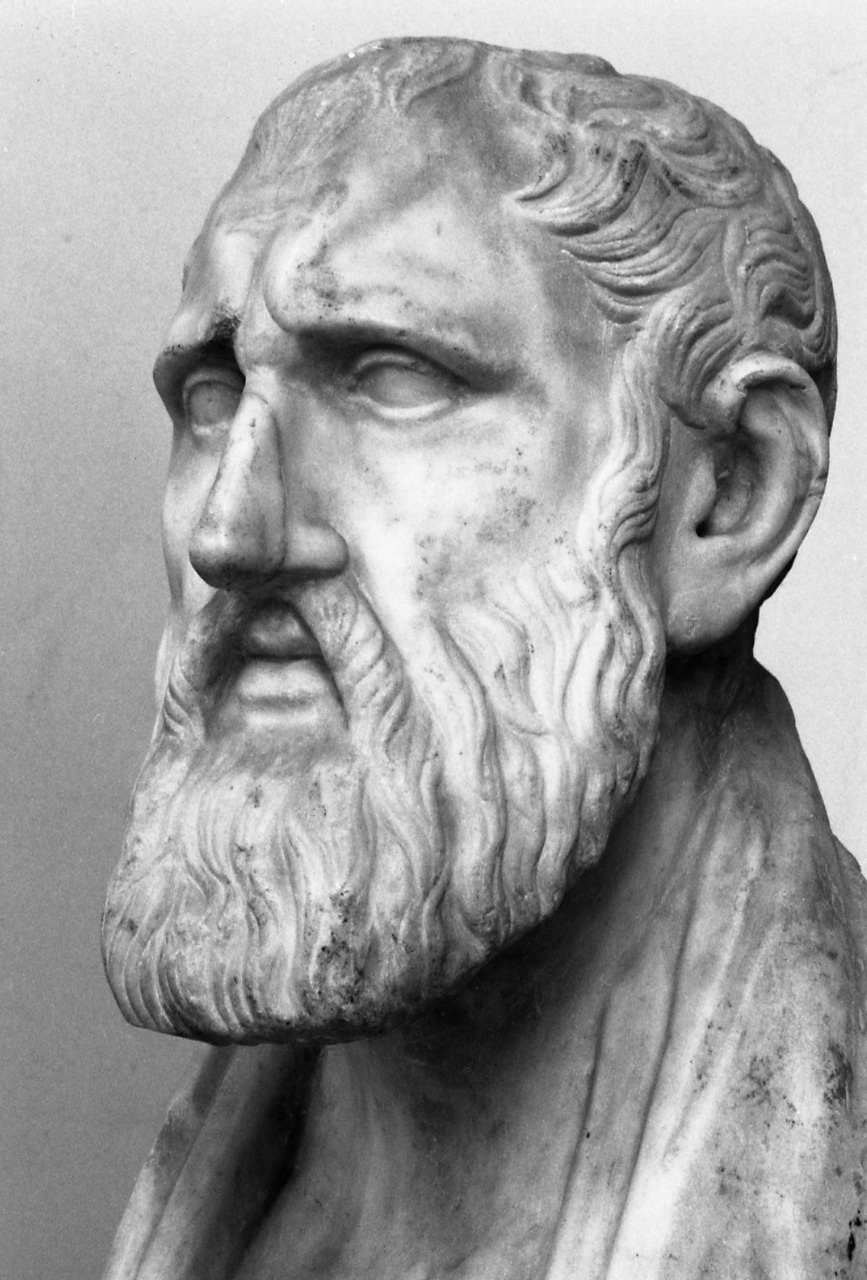
Zenón de Citio, fundador de la escuela estoica.

Los estoicos a menudo identificaban el universo y Dios con Zeus, como gobernante y sustentador, y al mismo tiempo como ley, del universo. El Dios estoico no es un trascendente ser omnisciente que está fuera de la naturaleza, sino que es inmanente - el elemento divino está inmerso en la naturaleza misma. Dios ordena el mundo para bien, y cada elemento del mundo contiene una porción del elemento divino que explica su comportamiento. La razón de las cosas —lo que las explica— no es un fin externo al que tienden; es algo que actúa dentro de ellos, "un espíritu profundamente interfundido", que germina y se desarrolla desde dentro.
En cierto sentido, los estoicos creían que este es el mejor de todos los mundos posibles. Solo Dios o la Naturaleza son buenos, y la naturaleza es perfectamente racional. Es una unidad orgánica y completamente ordenada. La bondad de la naturaleza se manifiesta en la forma en que "trabaja" para organizar las cosas de la manera más racional. Para los estoicos, este es, por tanto, el más razonable, el «más racional» de todos los mundos posibles.
Ninguno de los eventos que ocurren por la naturaleza es intrínsecamente malo; pero tampoco son intrínsecamente "buenos" aunque hayan sido causados por un buen agente. El patrón natural del mundo —vida, muerte, enfermedad, salud, etc.— se compone de eventos moralmente indiferentes que en sí mismos no son ni buenos ni malos. Tales eventos no carecen de importancia, pero solo tienen valor en la medida en que contribuyen a una vida de acuerdo con la naturaleza. Como criaturas racionales, los humanos tienen una participación en la racionalidad de la naturaleza. El bien para un ser humano es ser completamente racional y comportarse como lo hace la naturaleza para mantener el orden natural. Esto significa conocer la lógica del bien, comprender la explicación racional del universo y la naturaleza y posibilidades del ser humano. El único mal para un ser humano es comportarse de manera irracional, no actuar de acuerdo con la razón, esa persona está loca.
Los estoicos intentaron incorporar el politeísmo tradicional en su filosofía. No sólo la sustancia primitiva era Dios, el único ser supremo, sino que la divinidad podía atribuirse a las manifestaciones: a los cuerpos celestes, a las fuerzas de la naturaleza, incluso a las personas deificadas; y así el mundo fue poblado de agentes divinos. La oración aparentemente es de poca ayuda en un cosmos ordenado racionalmente, y los ejemplos sobrevivientes de oraciones estoicas parecen ser más tipos de auto-meditación que apelaciones a la intervención divina.

### Destino
Para los estoicos nada pasa sin explicación; hay una razón (Logos) para todo en la naturaleza. Debido al compromiso de los estoicos con la unidad y cohesión del cosmos y su razón que lo abarca todo, abrazaron plenamente el determinismo. Sin embargo, en lugar de una sola cadena de eventos causales, existe una red multidimensional de eventos que interactúan dentro del marco del destino. De este enjambre de causas, el curso de los acontecimientos se realiza plenamente. Los seres humanos parecen tener libre albedrío porque las acciones personales participan en la cadena determinada de eventos independientemente de las condiciones externas. Este determinismo suave permite a los humanos ser responsables de sus propias acciones, aliviando la aparente arbitrariedad del destino.

### Adivinación
La adivinación era un elemento esencial de la religión griega (religión en la antigua Grecia), y los estoicos intentaron reconciliarla con su propia doctrina racional de causalidad estricta. Dado que el pneuma del alma del mundo impregna todo el universo, esto permite que las almas humanas sean influenciadas por las almas divinas. Presagios y presagios, explicó Crisipo, son los síntomas naturales de ciertos sucesos. Debe haber innumerables indicaciones del curso de la providencia, en su mayor parte sin ser observadas, el significado de que sólo unos pocos han llegado a ser conocidos por la humanidad. A aquellos que argumentaron que la adivinación era superflua ya que todos los eventos están predestinados, él respondió que tanto la adivinación como nuestro comportamiento bajo las advertencias que ofrece están incluidos en la cadena de causalidad.

## Mezcla
Para caracterizar completamente el mundo físico, los estoicos desarrollaron una teoría de la mezcla en la que reconocieron tres tipos de mezcla. El primer tipo era una mezcla puramente mecánica, como mezclar granos de cebada y trigo: los componentes individuales mantienen sus propias propiedades y se pueden volver a separar. El segundo tipo fue una fusión, mediante la cual se crea una nueva sustancia que conduce a la pérdida de las propiedades de los componentes individuales, esto corresponde aproximadamente al concepto moderno de un cambio químico. El tercer tipo era una mezcla o mezcla total: hay una interpenetración completa de los componentes hasta el infinitesimal, pero cada componente mantiene sus propias propiedades. En este tercer tipo de mezcla se crea una nueva sustancia, pero como aún conserva las cualidades de las dos sustancias originales, es posible volver a extraerlas. En palabras de Crisipo: "no hay nada que impida que una gota de vino se mezcle con todo el océano". Los críticos antiguos a menudo consideraban paradójico este tipo de mezcla, ya que aparentemente implicaba que cada sustancia constituyente era el receptáculo de la otra. Sin embargo, para los estoicos, el "pneuma" es como una fuerza, un campo continuo que interpenetra la materia y se extiende por todo el espacio.

## Tensión
Cada carácter y propiedad de una cosa en particular está determinada únicamente por la tensión en ella de "pneuma", y "pneuma", aunque está presente en todas las cosas, varía indefinidamente en cantidad e intensidad.
- En el grado más bajo de tensión, el "pneuma" que habita en cuerpos inorgánicos mantiene unidos a los cuerpos (animados o inanimados) proporcionando cohesión ("hexis").[57] Este es el tipo de "pneuma" presente en piedra o metal como principio de retención.[56]

- En el siguiente grado de tensión, el "pneuma" proporciona naturaleza o crecimiento ("physis") a los seres vivos.[57] Este es el nivel más alto en el que se encuentra en las plantas.[56]

- En un mayor grado de tensión, el "pneuma" produce alma ("psique") a todos los animales, proporcionándoles sensación e impulso.[57]

- En los seres humanos se puede encontrar el "pneuma" en su forma más elevada como alma racional ("psiquis en forma de lógica").[57]

Un cierto calor, similar al calor vital del ser orgánico, parece encontrarse en la naturaleza inorgánica: vapores del tierra, aguas termales, chispas de pedernal, fueron reclamados como el último remanente de pneuma aún no completamente relajados y fríos. También apelaron a la velocidad y expansión de los cuerpos gaseosos, a torbellino y inflados a globos.

## Alma
En las criaturas racionales, el "pneuma" se manifiesta en el más alto grado de pureza e intensidad como una emanación del "alma del mundo". Los humanos tienen alma porque el universo tiene alma, y la racionalidad humana es lo mismo que la racionalidad de Dios. El pneuma que es el alma impregna todo el cuerpo humano.
El alma es corpórea, de lo contrario no tendría existencia real, sería incapaz de extenderse en tres dimensiones (es decir, de difundirse por todo el cuerpo), incapaz de mantener el cuerpo unido, presentando aquí un marcado contraste con el Epicúreo principio de que es el cuerpo el que confina y protege los átomos del alma. Esta alma corpórea es razón, mente y principio rector; en virtud de su origen divino Cleantes puede decirle a Zeus, "Nosotros también somos tu descendencia", y Séneca puede insistir tranquilamente en que, si el hombre y Dios no están en perfecta igualdad, el la superioridad descansa más bien de nuestro lado. Lo que Dios es para el mundo, el alma es para los humanos. El cosmos es un todo único, su variedad se refiere a diferentes etapas de condensación en "pneuma". Así también, el alma humana debe poseer una simplicidad absoluta, sus diversas funciones están condicionadas por los grados de su tensión. No hay "partes" separadas del alma, como imaginaban los pensadores anteriores.
Con esta psicología está íntimamente conectada la teoría del conocimiento estoica. De la unidad del alma se sigue que todos los procesos mentales —sensación, asentimiento, impulso— proceden de la razón, la parte dominante; la única alma racional tiene sensaciones, acepta juicios, es impulsada hacia objetos de deseo tanto como piensa o razona. No es que todos estos poderes alcancen la madurez completa a la vez. El alma al principio está vacía de contenido; en el embrión no se ha desarrollado más allá del principio nutritivo de una planta; al nacer, la "parte dominante" es una tablilla en blanco, aunque lista para recibir la escritura. La fuente del conocimiento es la experiencia y el pensamiento discursivo, que manipula los materiales de sentido. Nuestras ideas se copian de sensaciones almacenadas.
Así como una relajación en la tensión provoca la disolución del universo; por tanto, en el cuerpo, una relajación de la tensión explica el sueño, la descomposición y la muerte el cuerpo humano. Después de la muerte, el alma incorpórea sólo puede mantener su existencia separada, incluso por un tiempo limitado, subiendo a esa región del universo que es similar a su naturaleza. Era un punto discutible si todas las almas sobreviven, como pensaba Cleantes, o las almas de los sabios y buenos solamente, que era la opinión de Crisipo; en cualquier caso, tarde o temprano las almas individuales se fusionan en el alma del universo, del cual se originaron.

## Sensación

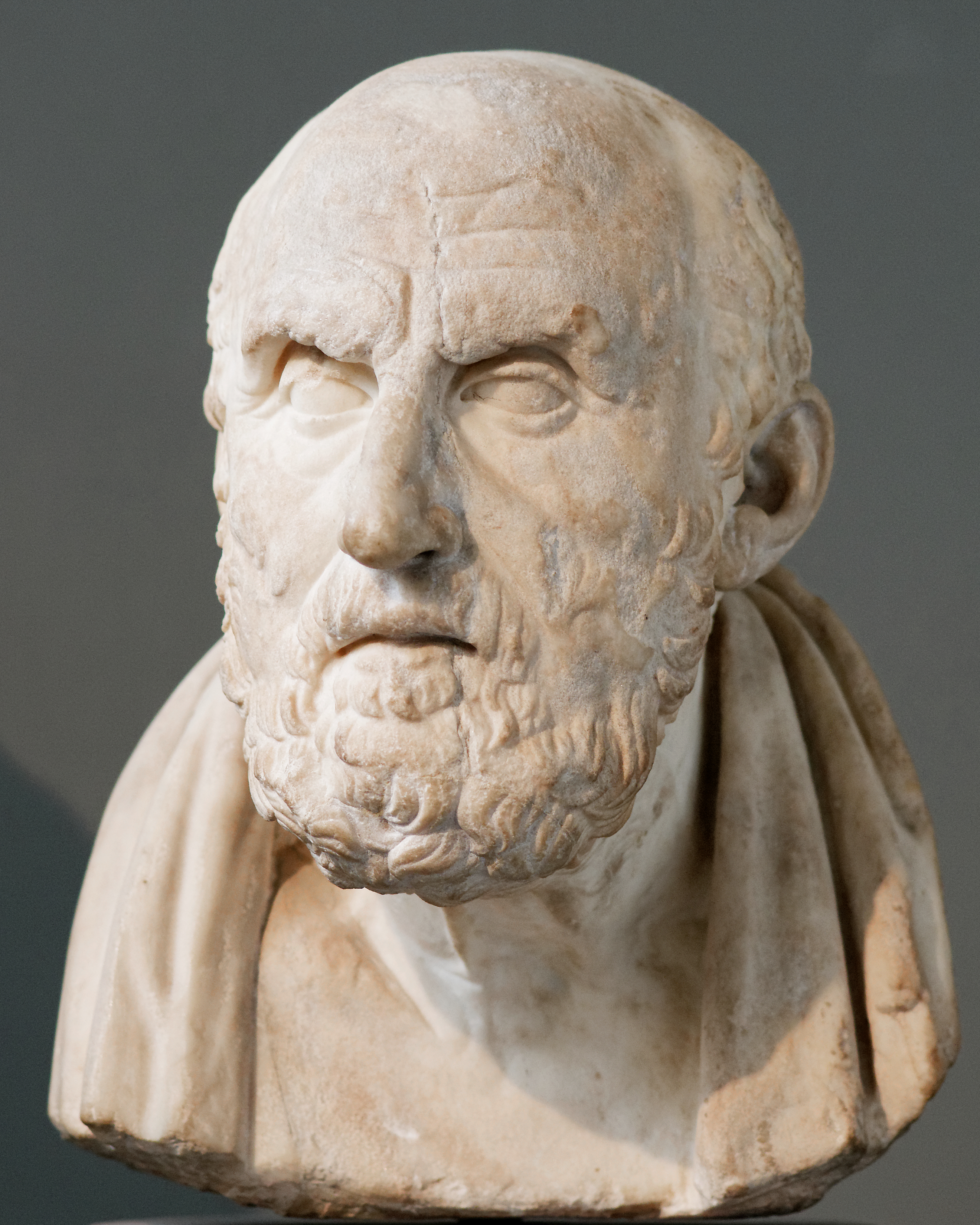
Crisipo de Solos.

Los estoicos explicaron la percepción como una transmisión de la cualidad percibida de un objeto, por medio del órgano sensorial, a la mente del perceptor. La cualidad transmitida aparece como una perturbación o impresión sobre la superficie corporal de esa "cosa pensante", el alma. En el ejemplo de vista, un lápiz cónico de rayos diverge de la pupila del ojo, de modo que su base cubre el objeto visto. Una presentación es transmitida, por una corriente de aire, desde el órgano sensorial, aquí el ojo, a la mente, es decir, la "parte gobernante" del alma. La presentación, además de dar fe de su propia existencia, brinda más información sobre su objeto, como el color o el tamaño. Zenón y Cleantes compararon esta presentación con la impresión que tiene un sello sobre cera, mientras que Crisipo lo determinó más vagamente como una modificación oculta o modo de pensar. Pero la mente no es un simple receptor pasivo de impresiones: la mente asiente o disiente. Los contenidos de la experiencia no son todos verdaderos o válidos: la alucinación es posible; aquí los estoicos estaban de acuerdo con los epicúreos. Por tanto, es necesario que el asentimiento no se dé indiscriminadamente; debemos determinar un criterio de verdad, una prueba formal especial mediante la cual la razón puede reconocer lo meramente plausible y sostener lo verdadero.
Los primeros estoicos hicieron de la razón correcta el estándar de la verdad. Zenón comparó la sensación con la mano extendida, plana y abierta; doblar el dedo s fue asentimiento; el puño cerrado era "simple aprehensión", la captación mental de un objeto; El conocimiento era el puño cerrado con fuerza en la otra mano. Pero este criterio estaba abierto a los ataques persistentes de los epicúreos y Académicos, quienes dejaron en claro (1) que la razón depende, si no se deriva de, sentido, y (2) que las expresiones de la razón carecen consistencia. Crisipo, por lo tanto, hizo mucho para desarrollar lógica estoica, y definió y protegió más claramente la posición de sus predecesores.

## Citas
1. 1 2  Long, 1996, p. 45
2. 1 2 3 4 5 6  Hicks, 1911, p. 943
3. 1 2 3 4  Algra, 2003, p. 167
4. ↑  White, 2003, p. 129
5. ↑  Sambursky, 1959, p. 5
6. ↑  Sambursky, 1959, p. 114
7. ↑  Sambursky, 1959, p. 41
8. 1 2 3  Long, 1996, p. 46
9. ↑  Sellars, 2006, pp. 81–82
10. ↑  Cooper, 2009, p. 97
11. ↑  Sellars, 2006, p. 82
12. ↑  Plato, Sophist, 247D
13. 1 2  White, 2003, p. 128
14. ↑  Sellars, 2006, p. 84
15. 1 2  Sambursky, 1959, p. 1
16. 1 2 3 4 5 6 7 8 9 10 11 12 13  Hicks, 1911, p. 944
17. ↑  White, 2003, p. 149
18. 1 2  Sambursky, 1959, p. 31
19. 1 2  Sellars, 2006, p. 90
20. ↑  Sambursky, 1959, p. 108
21. 1 2  Sambursky, 1959, p. 110
22. ↑  Sambursky, 1959, p. 113
23. ↑  Heraclitus, DK B60
24. ↑  Sellars, 2006, p. 98
25. ↑  Sambursky, 1959, p. 106
26. ↑  Sambursky, 1959, pp. 107–08
27. ↑  White, 2003, p. 137
28. ↑  White, 2003, p. 142
29. ↑  Sellars, 2006, p. 99
30. ↑  White, 2003, p. 143
31. ↑  Christensen, 2012, p. 25
32. 1 2 3  Frede, 2003, pp. 201–02
33. 1 2 3 4 5 6  Hicks, 1911, p. 947
34. ↑  Algra, 2003, p. 172
35. ↑  Frede, 1999, p. 75
36. ↑  Christensen, 2012, p. 22
37. 1 2  Frede, 1999, p. 77
38. 1 2 3  Christensen, 2012, p. 64
39. 1 2  Brennan, 2005, p. 239
40. 1 2  Frede, 1999, p. 80
41. ↑  Sellars, 2006, p. 102
42. ↑  Brennan, 2005, p. 238
43. ↑  Christensen, 2012, p. 70
44. ↑  Frede, 1999, p. 78
45. ↑  Algra, 2003, p. 175
46. ↑  White, 2003, p. 139
47. 1 2  Sambursky, 1959, p. 77
48. 1 2  Sambursky, 1959, p. 65
49. ↑  White, 2003, p. 144
50. ↑  Sambursky, 1959, p. 66
51. 1 2 3  Sambursky, 1959, p. 12
52. 1 2  Sambursky, 1959, p. 13
53. ↑  Sellars, 2006, p. 89
54. ↑  White, 2003, p. 148
55. ↑  Sambursky, 1959, p. 36
56. 1 2 3 4 5 6 7 8 9 10 11 12 13  Hicks, 1911, p. 945
57. 1 2 3 4 5  Sellars, 2006, p. 105
58. ↑  Sellars, 2006, p. 106
59. ↑  Seneca, Epistles, liii. 11–12
60. 1 2 3 4 5 6 7 8 9  Hicks, 1911, p. 946
61. ↑  Diogenes Laërtius, vii. 54
62. ↑  Cicero, Academica, ii. 4
63. ↑  Sellars, 2006, p. 56